# Comisia Barroso
Comisia Barroso, formată din președintele José Durão Barroso și alți 24 de comisari (26 din 2007), a fost succesoarea Comisiei Prodi, pe care a înlocuit-o în ultimul trimestru al anului 2004.
Prevăzută inițial să înlocuiască comisia Prodi la 1 noiembrie 2004, opoziția puternică a Parlamentului European împotriva compoziției comisiei propuse de Barroso, l-a forțat pe aceasta să o retragă fără să o supună la vot la data stabilită.

## Istoric
Barroso a fost numit președinte și aprobat de Parlament în iulie 2004.Cu toate acestea, Comisia propusă s-a întâlnit cu opoziția Parlamentului, în special în ceea ce privește Rocco Buttiglione și comentariile sale conservatoare, considerate incompatibile cu rolul său de comisar european pentru justiție, libertate și securitate. Opoziția a adus UE într-o criză minoră înainte ca Barroso să fie admis la Parlament și să-și remanieze echipa, înlăturând Buttiglione, iar Comisia sa a preluat mandatul la 22 noiembrie 2004.Comisia a fost completată în 2007 cu doi membri ai Comisiei, la data aderării Bulgariei și României la UE.

## Comisia aprobată
Următoare listă de portofolii a fost trimisă de către președintele desemnat José Durão Barroso la Parlamentul European și aprobată pe 9 februarie 2010
| Comisar               | Imagine | Portfoliu                                                           | Stat           | Partid                           | Note                                                                                |
| --------------------- | ------- | ------------------------------------------------------------------- | -------------- | -------------------------------- | ----------------------------------------------------------------------------------- |
| Jose Manuel Barroso   |         | Președinte                                                          | Portugalia     | Popular Național: PSD            |                                                                                     |
| Catherine Ashton      |         | Prim-Vicepreședinte; Afaceri Externe și Politica de Securitate      | Marea Britanie | Socialist Național: Laburist     |                                                                                     |
| Viviane Reding        |         | Vice-președinte; Justiție, Drepturi Fundamentale și Cetățenie       | Luxembourg     | Popular Național: CSV            |                                                                                     |
| Joaquin Almunia       |         | Vice-Președinte; Competiție                                         | Spania         | Socialist Național: PSOE         |                                                                                     |
| Siim Kallas           |         | Vice-Președinte; Transport                                          | Estonia        | Liberal Național: PER            |                                                                                     |
| Neelie Kroes          |         | Vice-Presedinte; Agenda Digitală                                    | Olanda         | Liberal Național: VVD            |                                                                                     |
| Antonio Tajani        |         | Vice-Președinte; Industrie și Antreprenoriat                        | Italia         | Popular Național: PDL (Italia)   |                                                                                     |
| Maroš Šefčovič        |         | Vice-Președinte; Relații Inter-Instituționale și Administrație      | Slovacia       | Socialist Național: Smer         |                                                                                     |
| Olli Rehn             |         | Vice-Președinte; Afaceri Economice și Monetare.                     | Finlanda       | Liberal Național: Keskusta       | A fost făcut Vice Președinte și a obținut noi responsabilită față de euro, în 2011. |
| Janez Potočnik        |         | Mediu                                                               | Slovenia       | Liberal Național: LDS            |                                                                                     |
| Andris Piebalgs       |         | Dezvoltare                                                          | Letonia        | Popular                          |                                                                                     |
| Michel Barnier        |         | Piața Internă și Servicii                                           | Franța         | Popular Național: UMP            |                                                                                     |
| Androulla Vassiliou   |         | Educație, Cultură, Multilingvism și Tineret                         | Cipru          | Liberal Național: EDI            |                                                                                     |
| Algirdas Semeta       |         | Taxare și Uniunea Vamală, Audit și Anti-Fraudă                      | Lituania       | Popular                          |                                                                                     |
| Karel De Gucht        |         | Comerț                                                              | Belgia         | Liberal Național: VLD            |                                                                                     |
| John Dalli            |         | Politica de Sănătate și Consum                                      | Malta          | Popular Național: PN             |                                                                                     |
| Máire Geoghegan-Quinn |         | Cercetare, Inovare și Știință                                       | Irlanda        | Liberal Național: FF             |                                                                                     |
| Janusz Lewandowski    |         | Programe Financiare și Buget                                        | Polonia        | Popular Național: PO             |                                                                                     |
| Maria Damanaki        |         | Afaceri Maritime și Pescuit                                         | Grecia         | Socialist Național: ΠΑΣΟΚ        |                                                                                     |
| Kristalina Georgieva  |         | Cooperare Internațională, Ajutoare Umanitare și Situații de Criză]] | Bulgaria       | Popular Național: propus de ГЕРБ |                                                                                     |
| Günther Oettinger     |         | Energie                                                             | Germania       | Popular Național: CDU            |                                                                                     |
| Johannes Hahn         |         | Politică Regională                                                  | Austria        | Popular Național: ÖVP            |                                                                                     |
| Connie Hedegaard      |         | Acțiune pentru climat                                               | Danemarca      | Popular Național: KFP            |                                                                                     |
| Stefan Fule           |         | Extindere și Politica Europeană de Vecinătate                       | Republica Cehă | Socialist Național: ČSSD         |                                                                                     |
| Laszlo Andor          |         | Ocuparea forței de muncă, Afaceri Sociale și Incluziune             | Ungaria        | Socialist Național: MSZP         |                                                                                     |
| Cecilia Malmstrom     |         | Afaceri Interne                                                     | Suedia         | Liberal Național: FP             |                                                                                     |
| Dacian Cioloș         |         | Agricultură și Dezvoltare Rurală                                    | România        | Popular Național: propus de PD-L |                                                                                     |

## Comisia propusă inițial
Prima listă de portofolii a fost anunțată de președintele desemnat, José Durão Barroso, la 12 august, dar nu a fost aprobată de Parlamentul European. Diferența între prima compoziție propusă și cea finală este următoarea:
- Rocco Buttiglione (Italia) deținea poziția de Vice-Președinte și Comisar însărcinat cu probleme de Justiție, Libertate și Securitate, în locul lui Franco Frattini
- Ingrida Udre era comisarul Letoniei în locul lui Andris Piebalgs, și ea era responsabilă pentru Impozite și Uniunea Vamală, portofoliu care în compoziția finala i-a fost atribuit lui László Kovács.
- László Kovács era Comisarul însărcinat cu Energia.

Audierile dinantea votului în Parlamentul European, a pus la îndoială potrivirea anumitor candidați; comitetele parlamentare au protestat contra viziunilor lui Rocco Buttiglione asupra homosexualității și femeii, însă acestea au considerat a fi o greșeală și alegerea 
- lui László Kovács pentru competență profesională insuficientă în domeniul energiei,
- Neelie Kroes pentru înțelegrea insuficientă a anumitor subiecte specifice și mai ales pentru conflict de interese
- Mariann Fischer-Boel pentru determinare insuficientă în apărarea intereselor fermierilor, și refuzul de a intra într-un dialog cu Parlamentul,
- și a menționat și că Ingrida Udre s-a confruntat cu declarații asupra unor iregularități în fondurile partidului său politic

De sus, cea mai mare problemă au reprezentat-o viziunile lui Rocco Buttiglione. Deși a avut sprijinul EPP-ED (cel mai mare grup din Parlamentul European), socialiștii și liberalii au refuzat să voteze pentru Comisia care îl păstra pe Buttiglione în postul respectiv. 
Respingerea de către Parlamentul European părând extrem de probabil, la  27 octombrie 2004, José Durão Barroso și-a retras propunerea pentru noua Comisie. Mai târziu, guvernul Italiei a anunțat retragerea lui Buttiglione din postul de comisar desemnat, numindu-l pe Franco Frattini în locul său. La cererea lui Barroso, guvernul leton a retras-o pe Ingrida Udre, numindu-l pe Andris Piebalgs în locul ei. Andris Piebalgs a ocupat înainte postul de "șef de cabinet" de către Sandra Kalniete, membrul leton al Comisiei Prodi. Nu în ultimul rând László Kovács a fost reprofilat către portofoliul Impozite și Uniunea Vamală.

## Politizarea
În timpul mandatului lui Barroso, Comisia a înregistrat o creștere generală a politizării membrilor săi. Deși membrii ar trebui să rămână mai presus de politica națională, membrii au fost implicați în alegeri naționale sau candidați naționali susținători. De exemplu, comisarul Michel a participat la alegerile legislative în Belgia, 2007, în timp ce comisarul Kroes a sprijinit-o pe Angela Merkel în alegerile legislative în Germania, 2005, iar vicepreședintele Wallström la susținut pe Ségolène Royal în alegerile din Franța din 2007.
Michel a susținut că politizarea acestui tip face parte din reconectarea Uniunii cu cetățenii săi, iar Wallström a susținut-o că UE trebuie să devină mai politică și controversată ca fiind un rol vital în comunicarea Comisiei. Wallström a prezentat planurile de a acorda o mai mare importanță partidelor politice europene înainte de alegerile din 2009 și le-a oferit părților posibilitatea de a candida cu președinții Comisiei. Au existat speculații că, în acest scenariu, dacă ar fi câștigat sprijin, Barroso ar putea candida în calitate de candidat al Partidului Popular din 2009.